# Милтон (Онтарио)
Милтон (енгл. Milton) је градић у Канади у покрајини Онтарио. Према резултатима пописа 2011. у граду је живело 84.362 становника.
У Милтону се налази манастир Светог Преображења Господњег који је уједно и седиште Епархије канадске.

## Становништво
Према резултатима пописа становништва из 2011. у граду је живело 84.362 становника, што је за 56,5% више у односу на попис из 2006. када је регистровано 53.889 житеља.
| 2006.  | 2011.  | 2016.   |
| ------ | ------ | ------- |
| 53.889 | 84.362 | 110.128 |